# 工人代表 (纳粹党)
工人代表（Betriebsobmann）是纳粹党于1939至1945年间設立的纳粹党政治职衔。该职衔最早出现在二战之初，只有纳粹党地方党组织“地方集团”（Ortsgruppen）里才有这个职衔。工人代表其职责在总体上与工会领班/工头一致，其工作重点在于确保战争物资的生产。随着战事的进行，工人代表还开始负责监管生产指标，经常检举没能达到指标的工人。